# Kendži Točio
Kendži Točio (japonsko 橡尾 健次), japonski nogometaš, * 26. maj 1941.
Za japonsko reprezentanco je odigral dve uradni tekmi.